# مسابقه آواز یوروویژن ۱۹۶۹
مسابقه آواز یوروویژن ۱۹۶۹ ۱۴مین دوره از مسابقات آواز یوروویژن بود که در Teatro Real، مادرید، اسپانیا برگزار شد.